# Пир-Мухаммед
Пир-Мухаммед (1376 — 22 февраля 1407) — внук Тамерлана и его официальный наследник.

## Биография
Пир-Мухаммед был сыном Джахангира — старшего сына Тамерлана. В 1392 году он получил в управление территорию, простирающуюся от гор Гиндукуша до реки Инд. Осенью 1397 года, когда Тамерлан задумал набег на Индию, Пир-Мухаммед был послан вперёд для захвата священного города Мултана.
В 1405 году перед смертью Тамерлан назвал Пир-Мухаммеда своим преемником. Однако Пир-Мухаммед в этот момент находился слишком далеко на юге, в своих владениях, и первым к Самарканду успел зимовавший в Ташкенте Халиль-Султан, другой внук Тамерлана.
В 1406 году Пир-Мухаммед собрал армию и двинулся на север, чтобы дать бой узурпатору, однако Халиль-Султан разгромил его. Год спустя «верные» эмиры устроили заговор и убили Пир-Мухаммеда.